# Șuletea
Şuletea é uma comuna romena localizada no distrito de Vaslui, na região de Moldávia. A comuna possui uma área de 50.05 km² e sua população era de 2531 habitantes segundo o censo de 2007.
A comuna é composta por quatro aldeias: Fedeşti, Jigălia, Răşcani e Şuletea.